# バリンtRNAリガーゼ
バリンtRNAリガーゼ(Valine—tRNA ligase、EC 6.1.1.9)は、以下の化学反応を触媒する酵素である。
ATP + L-バリン + RNA{\displaystyle \rightleftharpoons }AMP + 二リン酸 + L-バリルtRNAVal

従って、この酵素は、ATPとL-バリンとRNAの3つの基質、AMPと二リン酸とL-バリル-tRNAValの3つの生成物を持つ。
この酵素はリガーゼに分類され、特にアミノアシルtRNAと関連化合物に炭素-酸素結合を形成する。系統名はL-バリン:tRNAValリガーゼ(AMP生成)(L-Valine:tRNAVal ligase (AMP-forming))である。バリルtRNAシンターゼ、バリントランスラーゼ等とも呼ばれる。この酵素は、バリン、ロイシン、イソロイシンの生合成及びアミノアシルtRNAの生合成に関与している。

## 構造
2007年末時点で、5個の構造が解かれている。蛋白質構造データバンクのコードは、1GAX、1IVS、1IYW、1WK9、1WKAである。